# Ligue du Sud (France)
Pour les articles homonymes, voir Ligue du Sud.
Ne doit pas être confondu avec Ligue du Midi.
La Ligue du Sud est un parti politique français d'extrême droite, fondé par Jacques Bompard en 2010 avec plusieurs anciens membres du Front national (FN). Il est implanté en Provence-Alpes-Côte d'Azur et en particulier dans la partie nord du Vaucluse.

## Historique
Jacques Bompard, ancien maire d'Orange et conseiller général du canton d'Orange-Ouest, quitte le Front national en 2005 après avoir été l'un de ses fondateurs en 1972 et membre pendant trente-trois ans. Il devient adhérent du MPF de Philippe de Villiers. Après les européennes de 2009, le MPF rejoint le Comité de liaison de la majorité présidentielle. Quelque temps plus tard, le 28 janvier 2010, Jacques Bompard décide de quitter le parti à cause de ce rapprochement avec l'UMP.
Il présente une liste aux élections régionales de 2010 qui s'appelle la Ligue du Sud en référence à la Ligue du Nord en Italie. Cette liste regroupe divers groupes de la frange la plus radicale de l'extrême droite, comme le Bloc identitaire, le Parti de la France, le Mouvement national républicain et d'anciens membres du Front national.
À l'occasion des élections législatives de 2017, la Ligue du Sud noue une alliance avec les Comités Jeanne de Jean-Marie Le Pen, Civitas, le Parti de la France et le SIEL.

## Identité politique

### Identité générale
La ligue du Sud est une association politique qui a pour but l’enracinement local et la défense du patrimoine national. Son président, Jacques Bompard, œuvre pour l'union des droites.
Extrait du Journal officiel des Associations : « Mouvement politique qui concourt à l'expression du suffrage universel, conformément à l’article 4 de la Constitution du 4 octobre 1958 ; défense, promotion et développement des régions du sud de la France, dans tous les domaines ; participe aux débats politiques et électoraux dans les régions et circonscriptions électorales du sud de la France ; inscrit son action dans le cadre des institutions républicaines ; régionale, mais pas régionaliste, la Ligue du Sud entend notamment préserver l'identité régionale, développer la prospérité économique et la qualité de vie, renforcer la sécurité et la justice sociale dans les régions du Sud ; rejette les racismes, l'antisémitisme et la francophobie, ainsi que l'extrémisme, qu’il soit dans les idées, les discours ou les comportements ».

### Idées politiques

#### Immigration
La Ligue du Sud fait de la lutte contre le « grand remplacement » une priorité, validant ainsi la thèse de Renaud Camus. Face au « grand remplacement », le mouvement demande la « remigration » des populations immigrées.
En novembre 2014, et à plusieurs reprises, le député Jacques Bompard, président de la Ligue du Sud, interpelle le gouvernement à l'Assemblée nationale, dont le ministre de l'Intérieur Bernard Cazeneuve, au sujet du « grand remplacement »,. Le 29 janvier 2015, il dépose à l'Assemblée une proposition de loi visant à « lutter contre le grand remplacement ». Le 21 octobre 2015, Jacques Bompard invoque à nouveau le grand remplacement à l'Assemblée nationale, estimant que « la France est au point de rupture […], une rupture que l'on désigne comme insécurité culturelle, dictature du prêt-à-penser, grand remplacement, crise de la France périphérique, dissolution civilisationnelle », et que « l'État encourage l'islamisation de notre société ». Le président du groupe Parti socialiste à l'Assemblée nationale, Bruno Le Roux, réclame alors des sanctions contre Jacques Bompard, sous l'argument que ses propos insultent une partie des citoyens et « sortent du cadre normal de la discussion parlementaire ».

#### Sécurité
Le mouvement demande un allègement du corpus juridique passant par une simplification des lois. En outre, il demande l'application des peines. En matière de réinsertion, celle-ci doit passer par un travail d’intérêt commun payé.
Face au terrorisme, la Ligue du Sud demande que le conseil départemental, en particulier de Vaucluse, supprime le RSA pour les djihadistes.

#### Relocalisation
Face à la mondialisation, la Ligue du Sud propose une politique de relocalisation reposant sur le rapprochement géographique maximum pour les activités et les échanges, la recherche permanente de la diminution des transports et de leur impact, une volonté accrue d’autosuffisance énergétique et alimentaire, la réciprocité et la complémentarité dans les relations sociales et économiques.
Concrètement, cela se traduirait par la mise en place d'une politique de « prime à la proximité » en détaxant tant les produits que les embauches selon des critères de proximité géographique. La primauté aux circuits courts et le rapport direct entre le producteur et le consommateur en s’appuyant sur les réseaux et l’expérience des Associations pour le maintien d'une agriculture paysanne. Enfin l'appui et le développement des systèmes de microcrédits et d’épargne sociale et communautaire.
Pour préserver l’environnement, le mouvement demande la fin de l’« urbanisation anarchique » ainsi que le soutien aux petits commerces et aux artisans face à la grande distribution.

#### Société
Le mouvement s'est farouchement opposé à la loi sur le mariage homosexuel en France. La Ligue du Sud est présente à toutes les manifestations de La Manif pour tous, son député Jacques Bompard fut très actif lors des débats à l'Assemblée nationale. Une fois la loi votée, Marie-Claude Bompard, maire de Bollène, refuse de marier deux femmes dans sa mairie, et demande l'instauration d'une clause de conscience pour les maires.
Il est aussi hostile à l'avortement. Jacques Bompard s'est à plusieurs reprises illustré à la tribune de l'Assemblée nationale pour montrer sa désapprobation face à sa légalisation, sa facilitation et à sa définition comme un droit sans condition de détresse particulière de la demandeuse.
Le combat contre l'euthanasie est aussi une des luttes du mouvement.

### Stratégie politique
L'union des droites étant la priorité de Jacques Bompard, qui réunit plusieurs soutiens venant de droite lors de sa candidature aux élections législatives de 2012, dont notamment des membres du Front national, de l'UDI, de l'UMP.
Le parti entretient de bonnes relations avec le parti souverainiste Debout la France de Nicolas Dupont-Aignan, auquel Jacques Bompard s'est rattaché à l'Assemblée nationale pour des raisons financières. Dupont-Aignan a voulu nuancer le positionnement de cet ancien membre du bureau politique du FN : « Bompard n’est pas d’extrême droite, il est de droite ». Lors des départementales de 2015, DLF et la Ligue du Sud ont présenté plusieurs binômes communs dans le Vaucluse et les Alpes-de-Haute-Provence.
Le député UMP de Vaucluse, Julien Aubert, a estimé dans une interview au Huffington Post que « Bompard a toujours été dans la lutte contre la gauche. Il ne joue jamais à qui perd gagne, contrairement à Marion Maréchal-Le-Pen. Il faut faire une différence entre ceux qui veulent nous tuer et ceux qui ne font rien pour cela. »

## Structures et fonctionnement

### Personnalités membres de la Ligue du Sud
- Jacques Bompard, maire d'Orange, ancien député et président du parti.
- Marie-Claude Bompard, ancienne maire de Bollène et conseillère départementale du canton de Bollène.
- Marie Brun, ancienne conseillère générale du canton d'Orange-Ouest.
- Ronald Perdomo, ancien député et secrétaire départemental du mouvement dans les Bouches-du-Rhône.
- Dominique Michel, ancien conseiller général du canton de Toulon-5.
- Yann Farina, conseiller municipal de La Ciotat[34].

### Élus
- Maires : 1 (sur 36 635)
  - Jacques Bompard, maire d'Orange
- Conseillers départementaux : 4 (sur 4 042)
  - Marie-Claude Bompard, conseillère départementale du canton de Bollène
  - Marie-Thérèse Galmard, conseillère départementale du canton d'Orange
  - Yann Bompard, conseiller départemental du canton d'Orange
  - Xavier Fruleux, conseiller départemental du canton de Bollène
- Députés : 1 (sur 577)
  - Marie-France Lorho, députée de la 4e circonscription de Vaucluse

## Résultats électoraux

### Élections régionales de 2010
Alors que Jacques Bompard était toujours au Mouvement pour la France (MPF), ce dernier refuse l'hypothèse d'un soutien à l'UMP. Il décide de quitter le MPF et de présenter une liste aux élections régionales de 2010.
Il obtient 39 284 voix, soit 2,69 % des suffrages de la région Provence-Alpes-Côte d'Azur. Cependant, il obtient le score notable de 8,37 % dans le département de Vaucluse. De plus, il arrive à la première place avec 36,60 % des voix exprimées sur la ville d'Orange.

### Élections cantonales de 2011
Pour les élections cantonales de 2011, la Ligue du Sud présente des candidats dans le Vaucluse, mais aussi dans les Bouches-du-Rhône et dans le Var.

#### Bouches-du-Rhône
La Ligue du Sud présente cinq candidats dans les Bouches-du-Rhône, dont quatre dans des cantons de Marseille et un dans le canton de Saint-Rémy-de-Provence.
| Canton | Canton                       | Candidat             | Voix | %    |
| ------ | ---------------------------- | -------------------- | ---- | ---- |
|        | Marseille-la-Capelette       | Michèle Carayon      | 75   | 1,13 |
|        | Marseille-Notre-Dame-du-Mont | Hubert Savon         | 44   | 0,77 |
|        | Marseille-Montolivet         | Francis Belotti      | 41   | 0,51 |
|        | Marseille-Saint-Barthélémy   | Joséphine Sivkovich  | 35   | 0,58 |
|        | Saint-Rémy-de-Provence       | Marc-Antoine Seymard | 60   | 1,04 |

#### Var
Dominique Michel, ancien conseiller général du canton de Toulon-5 dans le Var entre 1998 et 2004 et actuel vice-président de la Ligue du Sud, va essayer de reconquérir son fief qu'il avait perdu dès le 1er tour de scrutin en 2004 en faisant 4,41 %. La Ligue du Sud se présente aussi à Toulon-2 et au Muy.
| Canton | Canton   | Candidat               | Voix | %    |
| ------ | -------- | ---------------------- | ---- | ---- |
|        | Le Muy   | Jean-Claude Chaine     | 201  | 1,92 |
|        | Toulon-2 | Jean-Charles Leininger | 86   | 1,65 |
|        | Toulon-5 | Dominique Michel       | 45   | 2,55 |

#### Vaucluse
La Ligue du Sud présente dix candidats sur dix des douze cantons renouvelables de Vaucluse. Elle présente notamment sa seule conseillère générale sortante, Marie-Claude Bompard, dans le canton d'Orange-Est qui est réélue.
| Canton | Canton               | Candidat             | 1er tour | 1er tour | 2e tour | 2e tour |
| Canton | Canton               | Candidat             | Voix     | %        | Voix    | %       |
| ------ | -------------------- | -------------------- | -------- | -------- | ------- | ------- |
|        | Apt                  | Jack Ottavi          | 79       | 1,09     |         |         |
|        | Avignon-Est          | Xavier Fruleux       | 305      | 3,29     |         |         |
|        | Avignon-Sud          | Guillaume Bompard    | 110      | 2,42     |         |         |
|        | Beaumes-de-Venise    | André-Yves Beck      | 67       | 2,98     |         |         |
|        | Bédarrides           | Gaëtan Polge         | 270      | 2,22     |         |         |
|        | Cadenet              | Denis Raimondo       | 94       | 1,49     |         |         |
|        | Carpentras-Nord      | Hervé de Lépinau     | 716      | 7,91     |         |         |
|        | L'Isle-sur-la-Sorgue | François Baly        | 120      | 0,84     |         |         |
|        | Malaucène            | Jean Vallier         | 114      | 4,42     |         |         |
|        | Orange-Est           | Marie-Claude Bompard | 2 231    | 25,83    | 4 932   | 55,91   |

### Élections législatives de 2012
Jacques Bompard est élu député dans la 4e circonscription de Vaucluse avec 58,77 % des suffrages exprimés au second tour. Son suppléant est Louis Driey, maire de Piolenc. Il est à noter que Marion Maréchal-Le Pen, candidate FN dans la 3e circonscription, a pris comme suppléant un membre de la Ligue du Sud, Hervé de Lépinau, lequel a quitté le mouvement après les élections sénatoriales de 2014.
Député sortant : Paul Durieu (UMP)
| Candidat         | Candidat                | Parti          | Premier tour | Premier tour | Second tour | Second tour |
| Candidat         | Candidat                | Parti          | Voix         | %            | Voix        | %           |
| ---------------- | ----------------------- | -------------- | ------------ | ------------ | ----------- | ----------- |
|                  | Pierre Meffre           | PS             | 13 125       | 25,16        | 20 861      | 41,23       |
|                  | Jacques Bompard         | LS             | 12 266       | 23,51        | 29 738      | 58,77       |
|                  | Bénédicte Martin        | UMP            | 10 667       | 20,45        |             |             |
|                  | Annie-France Soulet     | FN             | 8 495        | 16,28        |             |             |
|                  | Fabienne Haloui         | FG (PCF)       | 3 369        | 6,46         |             |             |
|                  | Paul Durieu*            | DVD            | 2 180        | 4,18         |             |             |
|                  | Sylvie Tritto           | MoDem          | 724          | 1,39         |             |             |
|                  | Johannes Van Arkel      | PF             | 561          | 1,08         |             |             |
|                  | David Tricot            | PRD            | 275          | 0,53         |             |             |
|                  | Nathalie Laclau         | LO             | 219          | 0,42         |             |             |
|                  | Laurent Michel Concetti | DVD            | 147          | 0,28         |             |             |
|                  | Jacques Fortin          | NPA            | 129          | 0,25         |             |             |
|                  | Richard Pawlowsky       | SE             | 8            | 0,02         |             |             |
|                  |                         |                |              |              |             |             |
| Inscrits         | Inscrits                | Inscrits       | 86 087       | 100,00       | 86 180      | 100,00      |
| Abstentions      | Abstentions             | Abstentions    | 33 080       | 38,43        | 33 212      | 38,54       |
| Votants          | Votants                 | Votants        | 53 007       | 61,57        | 52 968      | 61,46       |
| Blancs et nuls   | Blancs et nuls          | Blancs et nuls | 842          | 1,59         | 2 369       | 4,47        |
| Exprimés         | Exprimés                | Exprimés       | 52 165       | 98,41        | 50 599      | 95,53       |
| * député sortant |                         |                |              |              |             |             |

### Élections sénatoriales de 2014 en Vaucluse
Marie-Claude Bompard conduit la liste Ligue du Sud aux sénatoriales de 2014 où elle obtient 8,48 % des suffrages se classant en 5e position sur les 10 candidatures. Elle ne bénéficiera pas du soutien du Front national qui part seul de son côté.
| N° | Candidats | Candidats            | Parti | Principales fonctions              |
| -- | --------- | -------------------- | ----- | ---------------------------------- |
| 01 |           | Marie-Claude Bompard | LS    | Maire de Bollène                   |
| 02 |           | François Vaute       | LS    | Conseiller municipal d'Avignon     |
| 03 |           | Marie-Carmen Charlot | LS    | Conseillère municipal de Cavaillon |
| 04 |           | Louis Driey          | LS    | Maire de Piolenc                   |
| 05 |           | Maryse Aumage        | LS    | Conseillère municipale de Valréas  |

### Élections départementales de 2015

#### Vaucluse
La Ligue du Sud présente cinq binômes de candidats sur les dix-sept cantons que comporte le Vaucluse. Cependant, elle soutient des binômes Divers droite comme dans le canton de Sorgues, ainsi que des binômes de Debout la France comme à Avignon 3 et à Carpentras.
Elle présente notamment sa conseillère départementale sortante, Marie-Claude Bompard, dans le canton de Bollène qui est réélue.
| Canton | Canton            | Candidat                               | 1er tour | 1er tour | 2e tour | 2e tour |
| Canton | Canton            | Candidat                               | Voix     | %        | Voix    | %       |
| ------ | ----------------- | -------------------------------------- | -------- | -------- | ------- | ------- |
|        | Bollène           | Marie-Claude Bompard et Xavier Fruleux | 3 812    | 32,66    | 7 154   | 57,83   |
|        | Orange            | Marie-Thérèse Galmard et Yann Bompard  | 3 161    | 26,98    | 4 489   | 50,03   |
|        | Sorgues           | Magali Martinez et Thierry Vermeille   | 805      | 5,87     |         |         |
|        | Vaison-la-Romaine | Anne Crespo et Christian Meffre        | 805      | 6,16     |         |         |
|        | Valréas           | Céline Millet et Jacques Pertek        | 559      | 10,41    |         |         |

#### Alpes-de-Haute-Provence
La Ligue du Sud présente deux binômes de candidats sur les quinze cantons que comporte les Alpes-de-Haute-Provence. Elle soutient le binôme Debout la France sur le canton de Digne-les-Bains-2 et va s'allier à ce mouvement dans ce département.
| Canton | Canton            | Candidat                             | 1er tour | 1er tour | 2e tour | 2e tour |
| Canton | Canton            | Candidat                             | Voix     | %        | Voix    | %       |
| ------ | ----------------- | ------------------------------------ | -------- | -------- | ------- | ------- |
|        | Digne-les-Bains 1 | Isabelle Wasicek et Lionel Thonnatte | 135      | 3,21     |         |         |
|        | Sisteron          | Sylvie Tauzin et Michel Blume        | 853      | 17,56    | 1 208   | 27,85   |

### Élections législatives de 2017
Les élections législatives françaises de 2017 ont lieu les dimanches 11 et 18 juin 2017.
|                                                                           |                                                                                               |                           |                           |                          |                          |
|                                                                           |                                                                                               | Premier tour 11 juin 2017 | Premier tour 11 juin 2017 | Second tour 18 juin 2017 | Second tour 18 juin 2017 |
|                                                                           |                                                                                               |                           |                           |                          |                          |
|                                                                           |                                                                                               | Nombre                    | % des inscrits            | Nombre                   | % des inscrits           |
| Inscrits                                                                  | Inscrits                                                                                      | 88 791                    | 100,00                    | 88 777                   | 100,00                   |
| Abstentions                                                               | Abstentions                                                                                   | 45 192                    | 50,90                     | 47 952                   | 54,01                    |
| Votants                                                                   | Votants                                                                                       | 43 599                    | 49,10                     | 40 825                   | 45,99                    |
|                                                                           |                                                                                               |                           | % des votants             |                          | % des votants            |
| Bulletins blancs                                                          | Bulletins blancs                                                                              | 833                       | 1,91                      | 2 290                    | 5,61                     |
| Bulletins nuls                                                            | Bulletins nuls                                                                                | 207                       | 0,47                      | 751                      | 1,84                     |
| Suffrages exprimés                                                        | Suffrages exprimés                                                                            | 42 559                    | 97,61                     | 37 784                   | 92,55                    |
|                                                                           |                                                                                               |                           |                           |                          |                          |
| Candidat Étiquette politique (partis et alliances)                        | Candidat Étiquette politique (partis et alliances)                                            | Voix                      | % des exprimés            | Voix                     | % des exprimés           |
|                                                                           |                                                                                               |                           |                           |                          |                          |
|                                                                           | Carole Normani La République en marche                                                        | 10 744                    | 25,24                     | 18 754                   | 49,63                    |
|                                                                           | Jacques Bompard (député sortant) Extrême droite (Ligue du Sud)                                | 8 152                     | 19,15                     | 19 030                   | 50,37                    |
|                                                                           | Catherine Candela Front national                                                              | 7 711                     | 18,12                     |                          |                          |
|                                                                           | Jean-François Perilhou Les Républicains (Union des démocrates et indépendants)                | 5 096                     | 11,97                     |                          |                          |
|                                                                           | Farid Faryssy La France insoumise                                                             | 3 458                     | 8,13                      |                          |                          |
|                                                                           | Marlène Thibaud Parti socialiste (Parti radical de gauche - Mouvement républicain et citoyen) | 1 668                     | 3,92                      |                          |                          |
|                                                                           | Myriam Henri Gros Divers droite                                                               | 1 621                     | 3,81                      |                          |                          |
|                                                                           | Fabienne Haloui Parti communiste français                                                     | 1 094                     | 2,57                      |                          |                          |
|                                                                           | Serge Marolleau Europe Écologie Les Verts                                                     | 986                       | 2,32                      |                          |                          |
|                                                                           | Marie-Charlotte Lesergent Debout la France                                                    | 675                       | 1,59                      |                          |                          |
|                                                                           | Betty Carvou Écologiste (Confédération pour l'homme, l'animal et la planète)                  | 631                       | 1,48                      |                          |                          |
|                                                                           | Anne-Marie Hautant Régionaliste (Partit occitan)                                              | 280                       | 0,66                      |                          |                          |
|                                                                           | Béatrice Farge Lutte ouvrière                                                                 | 198                       | 0,47                      |                          |                          |
|                                                                           | Muriel Hermier Divers (Union populaire républicaine)                                          | 181                       | 0,43                      |                          |                          |
|                                                                           | Serge Noudelberg Divers droite (Nous Citoyens)                                                | 64                        | 0,15                      |                          |                          |
| Source : Ministère de l'Intérieur - Quatrième circonscription de Vaucluse |                                                                                               |                           |                           |                          |                          |

## Synthèse des résultats électoraux

### Élections législatives
| Année | Département | Premier tour | Premier tour | Premier tour | Second tour         | Second tour         | Second tour         | Élus  | Groupe | Groupe |
| Année | Département | Voix         | %            | Rang         | Voix                | %                   | Rang                | Élus  | Groupe | Groupe |
| ----- | ----------- | ------------ | ------------ | ------------ | ------------------- | ------------------- | ------------------- | ----- | ------ | ------ |
| 2012  | Vaucluse    | 12 266       | 5,28         | 5e           | 29 738              | 13,57               | 4e                  | 1 / 5 |        | NI     |
| 2017  | Vaucluse    | 8 152        | 4,28         | 5e           | 19 030              | 12,04               | 4e                  | 1 / 5 |        | NI     |
| 2022  | Vaucluse    | 16 850       | 8,88         | 5e           | 21 883              | 12,58               | 3e                  | 1 / 5 |        | RN     |
| 2024  | Vaucluse    | 2 125        | 0,78         | 12e          | Éliminé au 1er tour | Éliminé au 1er tour | Éliminé au 1er tour | 0 / 5 | —      | —      |

### Élections sénatoriales
| Année | Département | Tête de liste        | Voix | %    | Rang | Élus  |
| ----- | ----------- | -------------------- | ---- | ---- | ---- | ----- |
| 2014  | Vaucluse    | Marie-Claude Bompard | 104  | 8,48 | 5e   | 0 / 3 |
| 2020  | Vaucluse    | Marie-Claude Bompard | 43   | 3,44 | 5e   | 0 / 3 |

### Élections régionales
| Année | Région                     | Tête de liste   | Premier tour | Premier tour | Premier tour | Second tour         | Second tour         | Second tour         |
| Année | Région                     | Tête de liste   | Voix         | %            | Rang         | Voix                | %                   | Rang                |
| ----- | -------------------------- | --------------- | ------------ | ------------ | ------------ | ------------------- | ------------------- | ------------------- |
| 2010  | Provence-Alpes-Côte d'Azur | Jacques Bompard | 39 284       | 2,69         | 6e           | Éliminé au 1er tour | Éliminé au 1er tour | Éliminé au 1er tour |
| 2015  | Provence-Alpes-Côte d'Azur | Jacques Bompard | 19 889       | 1,12         | 8e           | Éliminé au 1er tour | Éliminé au 1er tour | Éliminé au 1er tour |
| 2021  | Provence-Alpes-Côte d'Azur | Valérie Laupies | 19 146       | 1,66         | 8e           | Éliminé au 1er tour | Éliminé au 1er tour | Éliminé au 1er tour |

### Élections cantonales puis départementales

#### Vaucluse
| Année | Premier tour | Premier tour | Second tour | Second tour | Élus   |
| Année | Voix         | %            | Voix        | %           | Élus   |
| ----- | ------------ | ------------ | ----------- | ----------- | ------ |
| 2011  | 4 106        | 4,97         | 4 932       | 5,99        | 1 / 12 |
| 2015  | 9 142        | 4,44         | 11 643      | 5,92        | 4 / 34 |
| 2021  | 4 095        | 3,04         | 3 528       | 2,48        | 2 / 34 |

#### Autres départements
| Année | Département             | Premier tour | Premier tour | Second tour         | Second tour         | Élus   |
| Année | Département             | Voix         | %            | Voix                | %                   | Élus   |
| ----- | ----------------------- | ------------ | ------------ | ------------------- | ------------------- | ------ |
| 2011  | Bouches-du-Rhône        | 255          | 0,10         | Éliminé au 1er tour | Éliminé au 1er tour | 0 / 29 |
| 2011  | Var                     | 332          | 0,19         | Éliminé au 1er tour | Éliminé au 1er tour | 0 / 22 |
| 2015  | Alpes-de-Haute-Provence | 988          | 1,52         | 1 208               | 1,88                | 0 / 30 |

### Élections municipales
| Année | Département | Communes           | Tête de liste          | Premier tour | Premier tour | Premier tour | Second tour        | Second tour        | Second tour        | Élus    | Élus    |
| Année | Département | Communes           | Tête de liste          | Voix         | %            | Rang         | Voix               | %                  | Rang               | CM      | CC      |
| ----- | ----------- | ------------------ | ---------------------- | ------------ | ------------ | ------------ | ------------------ | ------------------ | ------------------ | ------- | ------- |
| 2014  | Vaucluse    | Bollène            | Marie-Claude Bompard   | 3 301        | 49,35        | 1er          | 3 904              | 55,35              | 1er                | 26 / 33 | 12 / 15 |
| 2014  | Vaucluse    | Camaret-sur-Aigues | Philippe de Beauregard | 792          | 31,19        | 1er          | 971                | 36,61              | 1er                | 19 / 27 | 5 / 7   |
| 2014  | Vaucluse    | Mornas             | Carmen Berluti         | 196          | 14,29        | 3e           | Retrait            | Retrait            | Retrait            | 0 / 19  | 0 / 3   |
| 2014  | Vaucluse    | Orange             | Jacques Bompard        | 6 879        | 59,82        | 1er          | Pas de second tour | Pas de second tour | Pas de second tour | 29 / 35 | 13 / 15 |
| 2014  | Vaucluse    | Piolenc            | Louis Driey            | 1 564        | 56,81        | 1er          | Pas de second tour | Pas de second tour | Pas de second tour | 23 / 29 | 6 / 8   |
| 2020  | Vaucluse    | Bollène            | Marie-Claude Bompard   | 2 111        | 44,74        | 2e           | 2 715              | 48,19              | 2e                 | 8 / 33  | 3 / 15  |
| 2020  | Vaucluse    | Orange             | Jacques Bompard        | 3 721        | 47,56        | 1er          | 4 057              | 56,34              | 1er                | 28 / 35 | 16 / 19 |
| 2020  | Vaucluse    | Piolenc            | Louis Driey            | 1 015        | 55,49        | 1er          | Pas de second tour | Pas de second tour | Pas de second tour | 23 / 29 | 7 / 8   |